# پت هانراهان
پت هانراهان (انگلیسی: Pat Hanrahan؛ زادهٔ ۱۹۵۵) مهندس، و دانشمند رایانه اهل ایالات متحده آمریکا است که برنده جایزه تورینگ سال ۲۰۱۹ شد.